# Révolution tadjike
 (avril 2024).
La révolution tadjike est une série de manifestations non violentes et sans effusion de sang contre les résultats de l'élection présidentielle tadjike de 1991 (en). Ces résultats sont jugés truqués et favorables au président Rakhmon Nabiyev. Des rassemblements d'opposition éclatent le 26 mars 1992, mais les manifestations prennent une ampleur considérable en mai, au début des violences. Cette série de manifestations pacifiques conduit à la sanglante guerre civile au Tadjikistan.

## Contexte
Le Tadjikistan fait partie de l'Union soviétique sous le nom de RSS tadjike. L'introduction de la perestroïka et de la glasnost par Mikhaïl Gorbatchev, dernier président de l'URSS, conduit à une série de bouleversements politiques et économiques qui conduisent à l'effondrement du système politique et économique en place et à une plus grande influence des acteurs extérieurs au Parti communiste. En 1990, les émeutes de Douchanbé ont lieu contre l'immigration extérieure à la république et au gouvernement. Après l'échec du coup d'État contre Gorbatchev en août 1991, les autorités républicaines proclament l'indépendance et fixent au 24 novembre des élections présidentielles, remportées par le dirigeant communiste Rakhmon Nabiyev dans des circonstances controversées.

## Manifestations
Les protestations autour des résultats des élections dégénèrent en affrontements en mars 1992, mais se calment rapidement. Des manifestations silencieuses et de petites manifestations ont lieu en avril. Des grèves massives et d'importantes manifestations reprennent alors dans tout le pays, exigeant la démission du gouvernement et du président Nabiyev. Le gouvernement répond en armant les milices et en réprimant les manifestants avec des fusils et des chars, déclenchant de nouveaux affrontements. Les troubles deviennent incontrôlables, avec un affrontement particulier à Khodjent, la deuxième plus grande ville du Tadjikistan, déclenchant la guerre civile tadjike qui dure cinq ans. Après des semaines de grèves et de manifestations massives, les manifestants capturent Nabiyev et le forcent à démissionner,.